# Čagona
Čagona je eno od 15 naselij v občini Cerkvenjak.

## Lega
Naselje leži delno na slemenih južno od naselja Cerkvenjak in delno v dolini reke Pesnice ob potoku Drvanja. Prvič se naselje Čagona omenja v otokarskem deželno-krajnem urbarju iz leta 1265-1267 kot Schangew, ko je po teh zapisih tu stal strelski dvorec, pozneje pod imenom Tshanga in Csangaw.
Čagona se deli na več delov. Večji del naselja, t. i. Gornja Čagona, je razloženo naselje, ki leži na slemenu v smeri sever-jug, zahodno od lokalne ceste Cerkvenjak - Vitomarci in sicer od meje z naseljem Brengova do meje z naseljem Drbetinci, ter pokriva del zahodno in južno od hriba Kremperk. Del naselja Čagona, ki leži na slemenu jugo-vzhodno od regionalne ceste Cerkvenjak - Spodnja Senarska se imenuje Hrčki vrh.  Čagonski vrh se razteza približno en kilometer po slemenu od kužnega znamenja, ki je bilo postavljeno leta 1641, ko je v teh krajih morila kuga, v jugovzhodni smeri proti Gornji Čagoni. Tam se teren razdeli  in v dveh krakih južno in severozahodno spusti v Spodnjo Čagono. Razen uradnih krajevih imen imajo posamezni deli naselja Čagona še domača imena, kot npr. Ravenšca, Hojčje, Potočnca,Kremperk ... .
Najvišja točko  naselja Čagona predstavlja vzpetina Kremperk z nadmorsko višino 339 m. Podatek, naveden na DTK (državna topografska karta) dejansko ne drži, saj je bila tu v obdobju osemdesetih in devetdesetih let 20. stoletja odprta gramozna jama, ki je bistveno spremenila teren. Najnižja točka naselja Čagona je ob potoku Drvanja in znaša okoli 225 mnm.
V Čagoni sta rojena sadjarski pisec Josip Klemenčič in inženir konstruktor Franček Kovačec.
V Spodnji Čagoni se nahaja travnato vzletišče AK Sršen Cerkvenjak.